# جين كين
جين كين (بالإنجليزية: Jane Kean)‏ هي مغنية وممثلة أمريكية، ولدت في 10 أبريل 1923 في هارتفورد في الولايات المتحدة، وتوفيت في 26 نوفمبر 2013 في بربانك في الولايات المتحدة.

## وصلات خارجية
- جين كين على موقع IMDb (الإنجليزية)
- جين كين على موقع ميوزك برينز (الإنجليزية)
- جين كين على موقع قاعدة بيانات برودواي على الإنترنت (الإنجليزية)
- جين كين على موقع إن إن دي بي (الإنجليزية)
- جين كين على موقع ديسكوغز (الإنجليزية)
- جين كين على موقع قاعدة بيانات الفيلم (الإنجليزية)